# Betula calcicola
Betula calcicola là một loài thực vật có hoa trong họ Betulaceae. Loài này được (W.W.Sm.) P.C.Li mô tả khoa học đầu tiên năm 1979.